# Neston
Neston este un oraș în comitatul Cheshire, regiunea North West, Anglia. Orașul se află în districtul Ellesmere Port and Neston.